# District de Vĩnh Thạnh (Cần Thơ)
Vĩnh Thạnh est un district de Cần Thơ dans le delta du Mékong au sud du Viêt Nam. 

## Géographie
La superficie du district est de 410 km2.
Le chef-lieu du district est Thạnh An.